# 인천지방법원 부천지원
인천지방법원 부천지원은 인천지방법원 관할 사건 중에서 부천시와 김포시를 관할하는 재판과 등기에 관한 법원이다.

## 관할 구역

### 재판 관할
- 부천지원: 부천시, 김포시
- 김포시법원: 김포시

### 등기 관할
- 부천지원 등기과: 부천시
- 김포등기소: 김포시

## 지원장
| 순번 | 이름   | 재임 기간                         |
| ---- | ------ | --------------------------------- |
| 1대  | 이동흡 | 1995년 3월 1일 ~ 1997년 2월 28일  |
| 2대  | 서상홍 | 1997년 3월 1일 ~ 1999년 2월 28일  |
| 3대  | 이홍권 | 1999년 3월 1일 ~ 2000년 7월 27일  |
| 4대  | 이성보 | 2000년 7월 28일 ~ 2002년 2월 7일  |
| 5대  | 주기동 | 2002년 2월 18일 ~ 2004년 2월 10일 |
| 6대  | 박용규 | 2004년 2월 18일 ~ 2005년 2월 10일 |
| 7대  | 최동식 | 2005년 2월 21일 ~ 2006년 2월 19일 |
| 8대  | 신명중 | 2006년 2월 20일 ~ 2007년 8월 31일 |
| 9대  | 김용섭 | 2007년 9월 1일 ~ 2009년 2월 15일  |
| 10대 | 한창호 | 2009년 2월 23일 ~ 2010년 2월 21일 |
| 11대 | 이내주 | 2010년 2월 22일 ~ 2013년 2월 24일 |
| 12대 | 정준영 | 2013년 2월 25일 ~ 2014년 2월 12일 |
| 13대 | 이성복 | 2014년 2월 24일 ~ 2016년 2월 21일 |
| 14대 | 김수일 | 2016년 2월 22일 ~ 2018년 2월 25일 |
| 15대 | 양형권 | 2018년 2월 26일 ~ 현재            |

## 재판 개정
- 월요일 ~ 일요일: 영장 전담
- 월요일: 제1형사부, 형사2단독, 형사5단독, 신청21/24단독
- 화요일: 가사부, 민사9단독, 형사1단독, 형사3단독, 형사4단독. 조정단독, 신청22/23단독(재산명시), 신청21/22단독(공시최고)
- 수요일: 제2민사부, 민사3단독, 민사6단독, 가사1단독, 형사5단독,
- 목요일: 민사4단독, 민사7단독, 민사11단독(소액), 가정1/2단독, 제2형사부, 형사2단독, 형사4단독, 신청합의1/2부. 제1형사부(신청)
- 금요일: 제1민사부, 민사5단독, 민사8단독, 가사3단독, 제1형사부, 형사1단독, 형사3단독,